# Carl Orff
Carl Orff (Múnich, 10 de julio de 1895-Múnich, 29 de marzo de 1982) fue un compositor alemán, cuyo trabajo puede ser enmarcado dentro de la corriente del neoclasicismo musical. Es especialmente conocido por su obra Carmina Burana y por desarrollar un sistema de enseñanza musical para niños, conocido como Orff Schulwerk o método Orff.

## Primeros años
Carl Orff nació en Múnich el 10 de julio de 1895. Su familia era originaria de Baviera y estaba vinculada al  ejército alemán.
Orff comenzó a tocar el piano a la edad de cinco años y también tomó lecciones de órgano y chelo. Sin embargo, se mostró más interesado en la composición que en el estudio orientado a la interpretación instrumental. Por eso mismo, desde muy temprano Orff escribió y puso en escena obras de títeres para su familia, componiendo la música para piano, violín, cítara y glockenspiel para acompañar sus obras. Además, publicó en 1905 un cuento en una revista para niños y comenzó a escribir un libro acerca de la naturaleza mientras, en su tiempo libre, disfrutaba coleccionando insectos.
En 1912, a la edad de 16 años, comenzó a publicar parte de su música. Muchos de sus trabajos de juventud están inspirados en la poesía alemana. Por eso, se pueden clasificar dentro del estilo de Richard Strauss y otros compositores alemanes de la época, pero que ya muestran indicios de lo que sería el distintivo lenguaje musical de Orff.
En 1911-1912 Orff escribió Zaratustra, Op. 14, un amplio trabajo para barítono, tres coros y orquesta, inspirado en la obra filosófica de Friedrich Nietzsche Así habló Zaratustra. En 1913 compuso una ópera o drama musical titulado Gisei, das Opfer (Gisei, el sacrificio). Influenciado también por el compositor impresionista francés Claude Debussy, comenzó a utilizar inusuales y coloridas combinaciones de instrumentos en su orquestación.

## Primera Guerra Mundial
El Musik-Lexikon de Moser señala que Orff estudió hasta 1914 en la Königlichen Akademie der Tonkunst (Academia de música de Múnich), ahora llamada Hochschule für Musik und Theater. Después sirvió en el ejército durante la Primera Guerra Mundial. Fue gravemente herido durante un bombardeo de artillería mientras se encontraba en una trinchera. Más adelante ocupó varios puestos en las óperas de Mannheim y Darmstadt y, finalmente, volvió a Múnich para proseguir sus estudios musicales.[cita requerida]

## Década de 1920

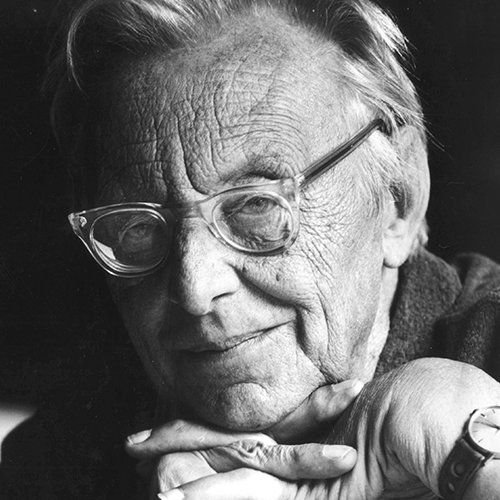
Carl Orff en 1970

A mediados de la década de 1920 Orff comienza a formular un concepto que llamó elementare Musik (música elemental) que estaba basado en la unidad de las artes, simbolizado por las antiguas musas griegas (vocablo del cual proviene el nombre Música), involucrando al tono, la danza, la poesía, la imagen, el diseño y el gesto teatral. Como muchos otros compositores de la época, se vio influenciado por el émigré (emigrante) Ruso-Francés Igor Stravinsky. Pero mientras otros seguían el estilo neoclásico «fresco y equilibrado» de algunos trabajos de Stravinsky, a Orff le interesaron más otras obras como Las bodas, una evocación cuasi-folclórica a los antiguos ritos de boda. Entonces él comenzó a adaptar obras musicales de eras tempranas para la representación teatral en su tiempo, incluyendo la ópera de Claudio Monteverdi Orfeo (1607). La versión alemana de Orff, Orpheus, fue puesta en escena en 1925 en Mannheim, Alemania bajo la dirección del propio Orff y usando algunos de los instrumentos utilizados en la ejecución original de 1607. Esta apasionada y declamada ópera de Monteverdi era prácticamente desconocida en los años 1920; sin embargo, la producción de Orff se encontró con reacciones que iban desde la incomprensión hasta la ridiculización.[cita requerida]
Tras fundar junto a Dorothee Günther en 1924 la Escuela Günther para gimnasia, música y danza en Múnich, Orff fue jefe de departamento de dicha escuela hasta el fin de su vida. Allí trabajó con alumnos principiantes y desarrolló sus teorías en educación musical, teniendo un contacto constante con los niños. En 1930, Orff publicó un manual titulado Schulwerk, donde comparte su método educativo. Antes de escribir los Carmina Burana, Orff editó óperas del siglo XVII.

## Carmina Burana
El trabajo más famoso de Orff, Carmina Burana, se basa en la homónima Carmina Burana, una colección de cantos goliardos de los siglos XII y XIII reunidos en el manuscrito encontrado en Benediktbeuern en el siglo XIX. Escritos por monjes y juglares, este trabajo ejemplifica la búsqueda de Orff por un idioma que pueda revelar el elemental poder de la música, permitiendo al oyente experimentar la música como una fuerza primitiva y abrumadora. La poesía de los Goliardos, que no solamente cantaba al amor y al vino, sino que también se burlaba de la clerecía, encajaba perfectamente en el deseo de Orff de crear una obra musical que apelara a la «musicalidad fundamental» que, como él creía, todo ser humano poseía. Absteniéndose de una desarrollada melodía y una compleja armonía [cita requerida] y articulando sus ideas musicales a través de sonidos básicos y patrones rítmicos fácilmente discernibles, Orff creó un idioma que muchos hallaron irresistible. A pesar del notable sentimiento «primitivo» de Carmina Burana, Orff creía que la profunda llamada de la música no era meramente física.
Carmina Burana forma la primera parte de la trilogía de las cantatas representadas llamadas Trionfi (Triunfos), todas basadas en textos latinos. Las otras dos partes son Catulli Carmina y Trionfo di Afrodite.[cita requerida] La primera representación, en 1937, fue un gran adelanto estilístico que trajo rápidamente fama a Orff. Además, Orff mismo [cita requerida] toma a Carmina Burana como el inicio real de su carrera y, por lo mismo, ordenó a su editor destruir todos sus trabajos previos, una orden que, afortunadamente, fue desoída.[cita requerida]

## Su relación con el régimen nazi

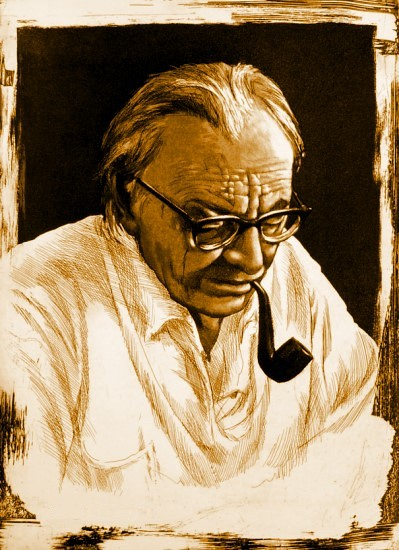
Retrato de Orff.

La relación de Orff con el fascismo alemán y el Partido Nacionalsocialista ha sido materia de un considerable debate y análisis. Sus Carmina Burana fueron muy populares en la Alemania nazi y su estreno en Fráncfort del Meno en 1937 fue causa de numerosas representaciones. Pero la composición, con sus ritmos poco usuales, fue también denunciada con argumentos racistas.[cita requerida] Orff fue uno de los pocos compositores alemanes que, bajo el régimen nazi, respondieron a la llamada oficial para escribir nueva música incidental para El sueño de una noche de verano después de que la música de Felix Mendelssohn fuera prohibida, mientras que otros rechazaron colaborar en esto. Los defensores de Orff alegan que él mismo ya se hallaba componiendo música para esta obra desde 1917 y 1927, mucho antes de que esto fuera un favor al gobierno nazi.
Los Carmina Burana hicieron que el nombre de Orff se difundiera por el ambiente cultural nazi. Además, Orff fue amigo de Kurt Huber, uno de los fundadores del movimiento de resistencia Die Weiße Rose (la Rosa Blanca), que fue condenado a muerte por la Corte del Pueblo Alemán y ejecutado por los nazis en 1943. Fortuitamente, Orff llamó a Huber a su casa el día anterior al arresto, mientras que la angustiada esposa de Huber le rogaba a Orff que usara sus influencias en ayuda de su esposo, a lo que Orff se negó. Si su amistad con Huber salía a luz, le contaba, él estaría «arruinado». La esposa de Huber no vio nunca más a Orff. Luego, un Orff afligido por la culpa le escribía una carta a su amigo, implorando su perdón.
De esta época datan las dos óperas más conocidas de Orff, aunque él era reacio a llamarlas simplemente «óperas» en el sentido tradicional. Llamó a sus obras Der Mond (La luna, 1939) y Die Kluge (La astuta, 1943), como Märchenoper («ópera de cuento»). Ambas composiciones muestran el mismo sonido «intemporal», pues no emplean ninguna de las técnicas musicales del período en que se compusieron, con la intención de que fueran difíciles de definir como pertenecientes a una era en concreto.

## Posguerra
Según el propio Orff, después de la Segunda Guerra Mundial se enfrentó a una posible pérdida de los derechos de autor de los Carmina Burana, debido a un oficial de la desnazificación que había sido miembro de la Rosa Blanca y estuvo involucrado en la resistencia. No existe evidencia acerca de esto más que su propia palabra, ya que lo contradicen otras fuentes. El historiador canadiense Michael H. Kater, sin embargo, expuso argumentos decisivos que afirmaban que Orff colaboró con las autoridades nazis, pero luego, en Composers of the Nazi era: Eight portraits (2000), Kater revoca hasta cierto punto estas acusaciones. Respecto a esto, la afirmación de Orff de que había sido antinazi durante la guerra fue aceptada por las autoridades de desnazificación norteamericanas que cambiaron su categoría previa de gray unacceptable a gray acceptable, permitiéndole continuar componiendo para presentaciones públicas.
Muchas de las obras posteriores de Orff —Antigonae (1949), Oedipus der Tyrann (1959), Prometheus (1968) y De temporum fine comœdia (1971)— estaban basadas en textos o temas de la antigüedad. Las mismas extienden el lenguaje utilizado en la Carmina Burana de formas interesantes, pero son costosas de montar y no son óperas en el sentido convencional del término. Solo han sido representadas ocasionalmente, y principalmente, en Alemania.

## Familia y descendencia
Orff se casó cuatro veces. Sus parejas fueron Alice Solscher con la que estuvo casado desde 1920-1925, Alice Willer desde 1939-1953, Luise Rinser desde 1954-1959 y Liselotte Schmitz en 1960. Su única descendencia fue Godela, fruto del primer matrimonio, que nació en 1921. Orff acabó negando su relación con su hija. «Él tenía su vida y eso era todo», explica Godela a Tony Palmer en el documental O fortuna.

## Fallecimiento

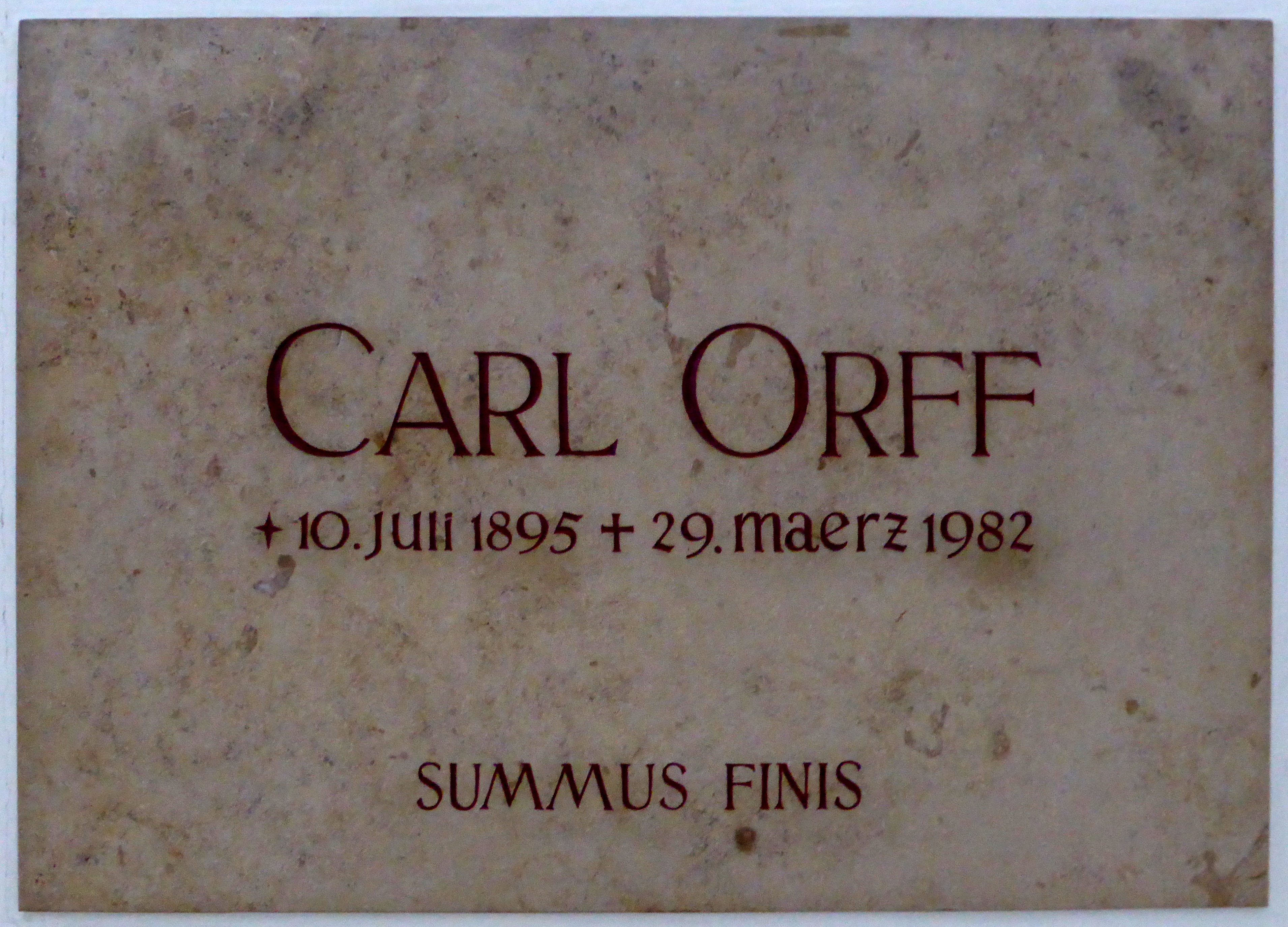
Lápida de Orff en Andechs.

Carl Orff murió a la edad de 86 años en Múnich el 29 de marzo de 1982. Su vida atravesó cuatro períodos históricos importantes: el Imperio alemán, la República de Weimar, la Alemania nazi y la Alemania Occidental de la posguerra. Orff fue enterrado en la capilla del monasterio de estilo barroco de Andechs, al sur de Múnich. Su lápida muestra escrito su nombre, las fechas de nacimiento y deceso y la inscripción latina Summus finis ('El fin más alto').